# Chiesa di Santa Maria Maggiore (Miglionico)
La chiesa di Santa Maria Maggiore è la chiesa madre di Miglionico.

## Storia
Fu eretta a partire dal XIV secolo sul sito di una preesistente chiesa; successivamente tra il 1515 ed il 1534 fu ampliata con l'aggiunta delle cappelle laterali. Al 1533 risale anche il campanile situato sul lato sinistro. La chiesa fu di rito ortodosso fino al 1729, quando venne introdotto il rito latino.

## Descrizione

### Esterno
La facciata, all'altezza dell'apice del timpano, presenta una Madonna con Bambino risalente al XVI secolo. Il portale d'ingresso intagliato nella pietra è attribuito all'artista Nicola da Melissano e rievoca il primitivo impianto della chiesa. Sul lato sinistro della chiesa il portale laterale barocco è sormontato da una lunetta che custodisce una raffigurazione in pietra della Pietà, opera di Altobello Persio. Sempre sul lato sinistro vi è il campanile a pianta quadrata a tre ordini, avente un bassorilievo situato nel secondo ordine con i Santi Pietro e Paolo e l'Eterno Padre.

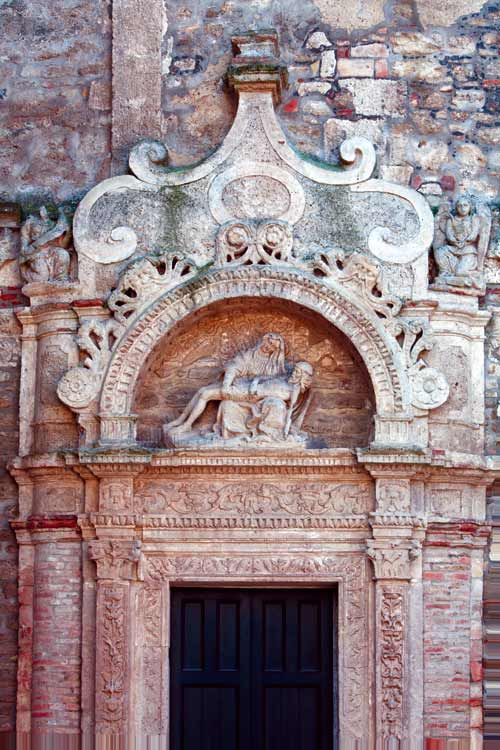
Portale laterale con la Pietà

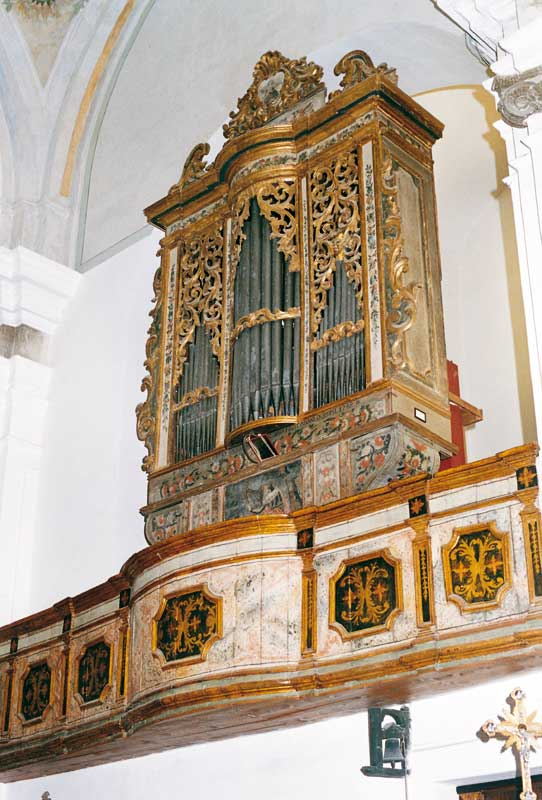
Organo barocco

### Interno
L'interno, a tre navate, ha avuto diverse ristrutturazioni nel corso dei secoli. All'interno della chiesa vi sono diverse opere di notevole importanza:
- il polittico di Cima da Conegliano, splendida opera risalente al 1499 e formata da 18 tavole racchiuse in una maestosa cornice lignea in pioppo;
- un crocifisso del 1629 realizzato dal Padre francescano Umile da Petralia;
- il grande organo barocco, composto di 321 canne, realizzato nel 1749 dal maestro Rubino da Castellaneta utilizzando le canne di un organo cinquecentesco, restaurato nel 1993.

Nella chiesa sono inoltre conservate diverse tele databili tra il XVI ed il XVII secolo, tra le quali nell'abside vi sono una Madonna con Bambino in gloria tra i santi Eligio e Carlo Borromeo ed un'altra raffigurante l'Assunzione, entrambe attribuite ad Alessandro Fracanzano, padre dei più noti Cesare e Francesco; una Deposizione dalla croce databile anch'essa tra il XVI ed il XVII secolo, opera di un allievo di Antonio Stabile, situata vicino al secondo altare della navata sinistra; una tela di Pietro Antonio Ferro del 1607 raffigurante la Madonna con Bambino e i santi Bartolomeo e Martino, anch'essa nell'abside; la Madonna del Rosario firmata da Girolamo Todisco e datata 1634, sul primo altare della navata destra.
Nella navata destra vi sono anche la cappella con l'altare di Sant'Antonio da Padova, con due bassorilievi risalenti al XVI secolo; sull'altare vi è la statua lignea del Santo.